# سياسة القوة
سياسة القوة هي نظرية في العلاقات الدولية تدعي أن توزيعات القوة والمصالح الوطنية، أو التغييرات في تلك التوزيعات، هي الأسباب الأساسية للحرب واستقرار النظام.
يوفر مفهوم سياسة القوة طريقة لفهم أنظمة العلاقات الدولية: من وجهة النظر هذه، تتنافس الدول على موارد العالم المحدودة، ومن مصلحة الدولة الفردية أن تكون قادرة بشكل واضح على إيذاء الآخرين. تعطي سياسة القوة الأولوية للمصالح الذاتية الوطنية على مصالح الدول الأخرى أو المجتمع الدولي، وبالتالي قد تشمل تهديد الدول بالعدوان العسكري أو الاقتصادي أو السياسي لحماية مصالح أمة واحدة.
تشمل تقنيات سياسة القوة ما يلي:
- نظرية الردع، حيث تردع الدولة الأضعف الهجوم عن طريق تعزيز قدراتها الدفاعية بما يكفي لجعل الهجوم غير مجدٍ
- تطوير الأسلحة بشكل واضح (بما في ذلك التطوير النووي)
- الضربات الاستباقية
- الابتزاز
- حشد الوحدات العسكرية على الحدود سواء للتمركز أو للتدريبات
- فرض التعريفات أو العقوبات الاقتصادية (ربما لبدء حرب تجارية)
- الحرب بالوكالة
- الطعم والنزيف وتكتيكات إراقة الدماء
- الموازنة الصلبة والناعمة
- تمرير المسؤولية، حيث تحاول الدولة إجبار دولة أخرى على مواجهة تهديد، من أجل الحفاظ على قدراتها الخاصة وربما التدخل لاحقًا
- استخدام التجسس لتقويض قدرات دولة أخرى من الداخل
- العمليات العسكرية السرية، التي تحجب الدول دورها في عملية أو إجراء العملية سرا
- الصدمة والترويع، حيث تستخدم الدولة استعراضًا حقيقيًا للقوة (أو تم التلاعب به) لردع هجوم محتمل
- الحرب غير المتكافئة، حيث تستخدم دولة ما أساليب حرب غير تقليدية من أجل استغلال نقاط ضعف دولة أخرى

## المؤلفات
- هانز مورغنثاو، الرجل العلمي مقابل سياسة القوة. شيكاغو: مطبعة جامعة شيكاغو، 1946.
- - ، السياسة بين الأمم: النضال من أجل السلطة والسلام. نيويورك نيويورك: ألفريد أ.كنوبف، 1948.
- هانز كوشلر، «منظمة الأمم المتحدة وسياسة القوة العالمية: العداء بين السلطة والقانون ومستقبل النظام العالمي،» في: المجلة الصينية للقانون الدولي، المجلد. 5، رقم 2 (2006)، ص. 323 - 340. نبذة مختصرة
- جون ميرشايمر، مأساة سياسة القوة العظمى. نيويورك: دبليو دبليو نورتون وشركاه، 2001.
- مايكل مان، مصادر القوة الاجتماعية، المجلد. 1-4 ، مطبعة جامعة كامبريدج، كامبريدج - نيويورك، 1986-2012.
- جيف مولجان، القوة الجيدة والسيئة، بينجوين، 2005.
- مارتن وايت، سياسة القوة، الطبعة الثانية، بيليكان بوكس، 1979.